# Samuel Kuffour
Samuel Osei Kuffour (ur. 3 września 1976 w Kumasi) – ghański piłkarz, który grał na pozycji obrońcy.

## Kariera klubowa
Zawodową karierę rozpoczął w AC Torino. Później został dostrzeżony przez Bayern Monachium, gdzie spędził prawie całą karierę z roczną przerwą na wypożyczenie do 1. FC Nūrnberg. W lecie 2005 zmienił klub na AS Romę. Po 1 sezonie gry w rzymskim klubie przeszedł na zasadzie rocznego wypożyczenia do Livorno Calcio. Wraz z Bayernem w 1999 zagrał w finale Ligi Mistrzów. Bawarczycy przegrali z Manchesterem United 1:2, tracąc obie bramki w doliczonym czasie gry, a po meczu Kuffour nie mógł pogodzić się z przegraną płacząc ze wściekłości i uderzał pięścią w ziemię. Dwa lata później wygrał z Bayernem Monachium Puchar Europy. Ma na swoim dorobku także sześć tytułów mistrza Niemiec. Dnia 28 stycznia 2008 Kuffour przeniósł się do Ajaksu. Jednak po wygaśnięciu jego kontraktu, na zasadzie wolnego transferu przeszedł do Asante Kotoko.

## Kariera reprezentacyjna
W 1992 zdobył brązowy medal olimpijski na igrzyskach w Barcelonie. Był on oceniany jako jeden z najlepszych ghańskich obrońców na tych igrzyskach.
W reprezentacji Ghany wystąpił 59 razy zdobywając 3 bramki. Zadebiutował 28 listopada 1993 w meczu przeciwko Sierra Leone. Został powołany do reprezentacji Ghany na Mistrzostwa Świata 2006. W pierwszym meczu z Włochami po jego fatalnym błędzie przeciwnicy zdobyli gola na 2:0 i trener zdecydował się nie wystawiać go na drugie spotkanie z Czechami.